# Holger Bache
Holger Bache (12. april 1870 på Frederiksberg – 12. juni 1948 om bord på S/S København i Kattegat) var en dansk ingeniør og professor ved Polyteknisk Læreanstalt.
Han var søn af oberst og generalintendant H.A. Bache, tog polyteknisk adgangseksamen 1893 og blev cand.polyt. 1898. Bache var ansat ved anlægget af Frederiksberg Elektricitetsværk og elektriske Sporveje 1898-99, 1. ingeniør ved Frederiksberg Elektricitetsværk 1901-06, blev professor i maskinlære ved Polyteknisk Læreanstalt 1906, hvilket han var til 1940, og var medlem af bestyrelsen i Elektroteknisk Forening 1903-09. Bache spillede en hovedrolle i udbygningen af Polyteknisk Læreanstalt i 1904-06, eftersom han sad i det udvalg, der skulle planlægge det nye maskinlaboratorium og derfor stod for detailprojekteringen af laboratoriet. Hans forelæsninger over den mekaniske varmeteori blev udgivet 1913 og i en ny og udvidet udgave 1923.
Under 1. verdenskrig var Holger Bache medlem af Prisreguleringskommissionens udvidede kuludvalg som blev ophævet 1921. 1919 blev han medlem af bestyrelsen for Dansk Brændsels- og Kontrolforening. Fra 1908 var han fast medlem af de særlige patentkommissioner. Bache blev Ridder af Dannebrog 1920 og Dannebrogsmand 1929.
Han virkede også som privatpraktiserende ingeniør og projekterede belysnings- og maskinanlæggene på alle Nationalforeningen til Tuberkulosens Bekæmpelse sanatorier, maskinanlæggene på Frederiksberg Elektricitetsværk på Finsensvej, Sankt Knuds Vej og andetsteds. Bache var tillige Kryolith Mine og Handels Selskabets konsulent ved projekteringen af firmaets anlæg i Ivigtut. 
Bache blev pensioneret 1940 og arbejdede derefter for udvidelse af Teknisk Museums samlinger af maskiner. Under en rejse til Jylland på denne mission omkom Bache ved rutebåden Københavns forlis på Hals Barre.
Han blev gift 21. december 1900 i Snoldelev Kirke med Margrete Holbek (22. juni 1870 i Årby ved Kalundborg - 11. april 1932 i København), datter af sognepræst Christian Ohnsorg Holbek (1833-1912) og Marie Frederikke Ludovica Thune (1837-1916).
Han er begravet på Frederiksberg Ældre Kirkegård.